# La gallina volante
La gallina volante è un romanzo scritto dall'autrice Paola Mastrocola pubblicato dalla casa editrice Guanda nel 2000.

## Storia editoriale
Il romanzo ha vinto nel 1999 il Premio Italo Calvino per l'inedito, nel 2000 il Premio Selezione Campiello e nel 2001 il Premio Rapallo Carige per la donna scrittrice.

## Trama
Parte prima, Primo quadrimestre
Carla ha quarantadue anni, di professione è insegnante di lettere in un liceo, è sposata con Mario, insegnante di matematica con la passione per i computer (anche se quando lavora al computer sembra essere sempre triste), e ha due figli, Lucia e Marcello, rispettivamente di quattordici e dodici anni.
Carla e la sua famiglia vivono in campagna, dove lei si dedica a una singolare passione che considera un secondo lavoro: l'allevamento di galline. Possiede infatti ben ventiquattro galline in un pollaio, per il quale chiede spesso consigli al vicino di casa, l'esperto contadino Isidoro, un anziano signore vedovo da anni che si sveglia all'alba e va a dormire al tramonto e durante la giornata lavora instancabilmente.
Il sogno di Carla è quello di verificare una teoria secondo cui le galline, anche se abitualmente non volano, potrebbero farlo in quanto uccelli dotati di ali. Si tratta di un'idea che le è venuta anni prima parlando con il suo primo fidanzato, Michele, che da bambino viveva in una fattoria e un giorno le ha detto: «Sai che le galline volano?». Nel tentativo di far volare una delle sue galline, Carla costruisce numerosi marchingegni e sceglie come miglior candidata al volo la gallina nera Corvetta (le galline hanno quasi tutte un nome). Carla prova persino a presentare le sue idee a un esperto, il professor Van Arnheim, a un congresso sull'allevamento dei polli, che per tutta risposta le dice di leggere il suo prossimo articolo.
A scuola, dove non racconta a nessuno della sua passione, Carla si trova a volte in difficoltà con le tecniche di insegnamento moderne, ma cerca comunque, il più delle volte con scarso successo, di trasmettere entusiasmo e passione ai suoi allievi. L'unico tra gli altri docenti con cui la protagonista riesce a essere in rapporti di amicizia è il professor Canaria, che insegna scienze, si lamenta sempre dei colleghi (che di lui dicono che ce l'ha col mondo), dice di essere sociobiologo e cerca di dimostrare la decadenza della scuola con grafici e formule.
Tra i suoi allievi, Carla rimane colpita in particolare da Carla Tannivella, detta 'Tanni', una ragazzina dall'aspetto riservato e singolare, estrosa e brava a comporre temi. Tra le due sorge un'intesa che rimane inizialmente nascosta, ma poi diventa esplicita e si trasforma in una vera amicizia. Carla invita Tanni a casa sua e le mostra il suo pollaio. Tanni aiuta Carla facendole avere alcuni ingegnosi progetti di marchingegni per far volare le galline e infine le confessa di vivere in una situazione familiare e personale molto critica: la madre è scomparsa da mesi, lei deve occuparsi del fratellino più piccolo, il padre è un commerciante di vini spesso ubriaco (anche se assolutamente non violento) che va spesso in Francia per lavoro anche se non sa il francese e sembra ormai aver rinunciato a rintracciare la moglie scomparsa e le sue compagne di classe la prendono spesso in giro perché non è fidanzata e non segue le loro mode.
Parte seconda, Secondo quadrimestre
Sono trascorse le vacanze natalizie. Carla continua a costruire macchine per il volo delle galline e sogna di presentare una gallina volante a un concorso. Tanni non torna subito a scuola, ma scrive alla professoressa delle lettere, che le fa avere lasciandole nel pollaio.
A un certo punto Carla e Tanni fanno un viaggio in treno insieme per andare a riprendere una gallina che Carla aveva iscritto al "Concorso Gallina Campione". Carla vorrebbe regalare a Tanni un libro per l'estate, e pensa al Wilhelm Meister di Goethe, un testo a cui è molto affezionata, ma all'ultimo momento decide di regalarle la gallina. Tanni la tiene poco tempo per poi restituirgliela, sostenendo che per lei quel regalo è troppo, ma poi racconta la verità: non può tenere la gallina perché lascerà la scuola per trasferirsi con Alex, un amico del padre divorziato e con figli, a Cesena, dove diventerà calciatrice di una squadra femminile locale. La notizia lascia Carla amareggiata e tra lei e Tanni c'è quasi un litigio, ma Tanni prima di andarsene le regala un libro, che per una curiosa coincidenza è proprio il Wilhelm Meister; Carla ne rimane molto colpita.
A questo punto Isidoro vende le sue quattro mucche (che erano l'orgoglio dei suoi vicini perché era l'unico che possedeva ancora delle mucche in zona) e Carla si rattrista perché le pare che il contadino senta l'approssimarsi della morte. A fine giugno Carla riceve una telefonata: la sua gallina ha vinto il concorso. Un attimo dopo il segretario Barba (chiamato così per la barba sempre lunga e sfatta) le consegna una lettera dicendole che è stata beccata per partecipare alle commissioni degli esami di maturità (mentre l'anno precedente era riuscita a rimanerne fuori). Carla non potrà quindi partecipare alla premiazione e rimane divertita dal fatto che il segretario abbia usato proprio il verbo beccare senza sapere nulla della storia delle galline.

## Edizioni
- Paola Mastrocola, La gallina volante, collana Narratori della fenice, Guanda, 2000,  p. 213, ISBN 88-8246-235-8.